# Bahr el-Ghazal (région du Soudan du Sud)
Pour les articles homonymes, voir Bahr el-Ghazal.

Cartes des 10 États du Sud-Soudan et des trois provinces historiques : Le Bahr el-Ghazal est coloré en vert.

Le Bahr el-Ghazal (Baḩr al-Ghazāl, la « rivière aux gazelles » en arabe) est une région historique du nord-ouest du Soudan du Sud qui, traversée par la rivière homonyme, est la plus fertile du pays.  
En 1994, le Bahr el-Ghazal, qui constituait alors une province unique du Soudan, a été divisée en 4 : Bahr el Ghazal du Nord, Bahr el Ghazal occidental, Lacs et Warab.